# 比爾·鮑爾曼
威廉·傑伊·鮑爾曼（英語：Jay Bowerman，1911年2月19日—1999年12月24日）是美国田径教練及Nike的共同創辦人。鮑爾曼在其職業生涯中培訓了31位奧運選手、51位全美最佳選手、12位美國紀錄保持者、22位NCAA冠軍，以及16位在4分鐘內完成1英里賽跑的選手。
鮑爾曼不喜歡被稱作「教練」。在他於俄勒岡大學田徑隊任教的24年間，獲得了4次NCAA團體冠軍和16次全國前十名的佳績。作為Nike的共同創辦人，他還發明了一些著名鞋款，包括因電影《阿甘正传》而被稱作「阿甘鞋」的「Cortez」和「Waffle Racer」，並幫助Nike從品牌代理商轉型為自主設計和生產鞋子。

## 早年生活
威廉·傑伊·鮑爾曼出生於俄勒冈州波特蘭，父親傑伊·鮑爾曼曾任俄勒岡州州長，母親伊莉莎白·胡佛·鮑爾曼（Elizabeth Hoover Bowerman）則在福斯尔長大。1913年父母離異後，鮑爾曼跟隨母親搬回福斯爾。他有兩個兄弟：丹·鮑爾曼（Dan Bowerman）和湯瑪斯·鮑爾曼（Thomas Bowerman），但湯瑪斯在兩歲時因一起電梯事故去世。此外，他還有一位姐姐，瑪麗·伊莉莎白·「貝絲」·鮑爾曼（Mary Elizabeth "Beth" Bowerman）。
鮑爾曼在梅德福完成高中學業前，曾在梅德福和西雅圖的學校就讀。在國高中期間，他參加過樂隊和獲得過州冠軍的足球校隊。在梅德福就讀高中時，他初次遇見了未來的妻子芭芭拉·揚（Barbara Young）。
1929年，鮑爾曼進入俄勒岡大學，原本計畫主修新闻学並加入足球隊，但在田徑教練比爾·海沃德的建議下，他同時也加入了田徑隊。畢業後，鮑爾曼1934年在波特蘭法蘭克林高中教授生物學，並兼任足球隊教練。1935年，鮑爾曼回到梅德福繼續教書並擔任足球教練，更在1940年帶領球隊贏得州冠軍。鮑爾曼在俄勒岡大學就讀期間是兄弟會Beta Theta Pi的成員。
1936年6月22日，鮑爾曼與芭芭拉結為連理。大兒子約翰（Jon Bowerman）在1938年6月22日出生；次子鮑爾曼二世（William J. Bowerman Jr.）在1942年11月17日出生；第三個兒子湯姆（Tom Bowerman）則於1946年5月20日出生。

## 另見
- 永无止境 (1998年电影)
- 鮑爾曼田徑俱樂部